# Alex Coles
Pour les articles homonymes, voir Coles.
Pas d'image ? Cliquez ici

a Compétitions nationales et continentales officielles uniquement.

b Matchs officiels uniquement.
Dernière mise à jour le 28 septembre 2023.
Alex Coles, né le 21 septembre 1999 à Cambridge, est un joueur international anglais de rugby à XV jouant principalement au poste de deuxième ligne avec les Northampton Saints en Premiership.

## Biographie

### Jeunesse et formation
Également amateur de cricket, Alex Coles découvre le rugby à Newmarket et joue ensuite au Shelford RFC. Il étudie plus tard à Birkbeck College.
Alex Coles rejoint l'académie de Northampton dès l'âge de 13 ans et devient joueur professionnel avec les Saints en 2018, après avoir récupéré d'une blessure.

### Carrière en club
En novembre 2018, Alex Coles dispute son premier match avec les Saints, à l'occasion d'un match de Coupe d'Angleterre contre les Wasps. Plus tard dans la saison, le deuxième ligne marque son premier essai avec le club, avec une réalisation contre Timișoara en Challenge européen.
Lors de la saison 2021-2022, il est désigné pour la première fois capitaine avec les Saints et prend part à 29 rencontres.

### Carrière internationale
Alex Coles est sélectionné avec l'équipe des moins de 18 ans de l'Angleterre en 2017. Deux ans plus tard, en 2019, il est appelé dans l'équipe d'Angleterre des moins de 20 ans pour participer au Tournoi des Six Nations des moins de 20 ans et au Championnat du monde junior.
Le 6 novembre 2022, il fait ses débuts avec l'équipe d'Angleterre contre l'Argentine (défaite 29-30) à l'occasion d'un match amical.
Il est ensuite sélectionné pour le Tournoi des Six Nations 2024.

## Palmarès

### En club
- Vainqueur de la Coupe d'Angleterre en 2019 (en) avec les Northampton Saints.
- Vainqueur du Championnat d'Angleterre en 2024 avec les Northampton Saints.
- Finaliste de la Champions Cup en 2025 avec les Northampton Saints.

### Distinctions personnelles
- Membre de l'équipe type du Championnat d'Angleterre en 2024.